# Golden Gate Hotel and Casino
Golden Gate Hotel & Casino – hotel i kasyno, położony w centrum miasta Las Vegas, w stanie Nevada; najstarszy i najmniejszy hotel (106 pokoi) przy Fremont Street Experience.

## Historia
Obiekt został otwarty w 1906 roku jako Hotel Nevada. Rok później zainstalowano w nim pierwszy telefon na terenie Las Vegas, noszący numer 1. W 1931 roku, kiedy stan Nevada zalegalizował hazard, Hotel Nevada został rozbudowany, zaś jego nazwę zmieniono na Sal Sagev (Las Vegas mówione wspak).
Obecną nazwę hotel zyskał w 1995 roku, gdy grupa inwestorów z San Francisco Bay Area otworzyła Golden Gate Casino. 

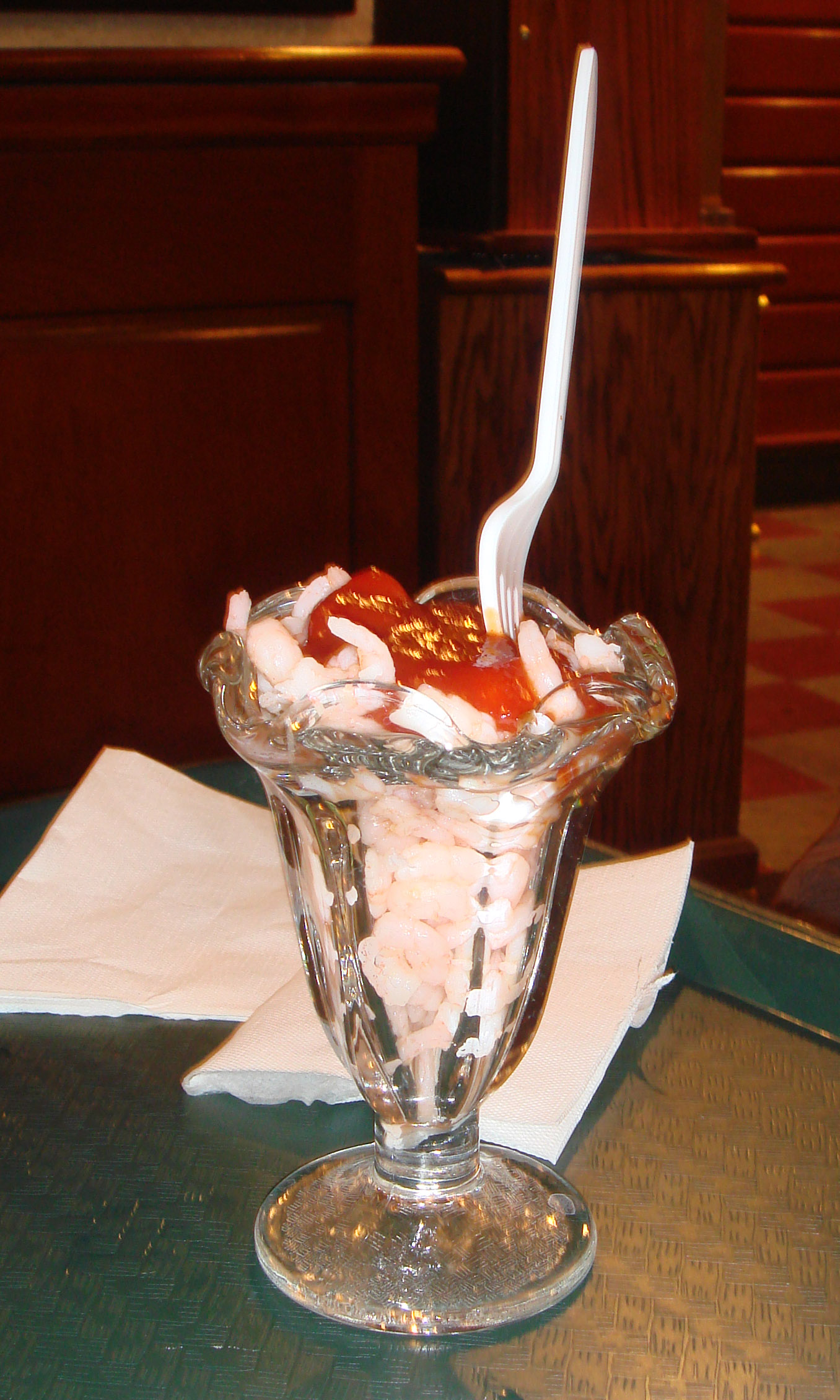
Original Shrimp Cocktail; od kwietnia 2008 roku przyrządzany jest z większych krewetek, niż na fotografii

Golden Gate był pierwszym obiektem, w którym za 50 centów nabyć można było koktajl z krewetek, określany jako Original Shrimp Cocktail. Od 1959 roku, kiedy koktajl trafił do menu, Golden Gate kojarzone jest przede wszystkim z tym daniem. Pomysłodawcą koktajlu był właściciel Italo Ghelfi, który zaczerpnął go z okolic Fisherman's Wharf w San Francisco.
Original Shrimp Cocktail serwowany jest w pucharku do deserów lodowych, wypełnionym krewetkami koktajlowymi, polanymi na wierzchu specjalnym sosem. W 1991 roku cena koktajlu wzrosła z 50 do 99 centów, zaś w 2008 roku została ponownie podniesiona – do 1.99 dolara. W przeciwieństwie do innych obiektów w Las Vegas, które oferują koktajle krewetkowe za 99 centów, pucharek w Golden Gate nie zawiera sałaty lub innych wypełniaczy, dzięki czemu cieszy się dużą popularnością wśród miejscowej ludności oraz turystów.
Koktajl jest ponadto dostępny w trzech dodatkowych wariantach:
- koktajl z imitacji kraba, przyrządzany w ten sam sposób, co koktajl z krewetek, za 99 centów,
- koktajl krabowo-krewetkowy; dolną warstwę stanowi imitacja kraba, natomiast górną krewetki koktajlowe, za 1.99 dolara,
- duży koktajl krewetkowy, zwany w menu "Big" Shrimp Cocktail, robiony tak samo, jak oryginalna wersja, jednak z wykorzystaniem dużych krewetek, 2.99 dolary.

Mimo kilku wariantów, największą popularnością w San Francisco Shrimp Bar and Deli – barze hotelowym, cieszą się oryginalne koktajle krewetkowe. Do ich wykorzystania w każdym tygodniu zużywa się ponad tonę krewetek, sprowadzanych z okolic Oregonu, Waszyngtonu, Alaski oraz górnego wschodniego wybrzeża Stanów Zjednoczonych, jako że właściciel Golden Gate uważa, że łowione tam krewetki są jaśniejsze i bardziej mięsiste, niż w innych miejscach.
W 2005 roku obiekt przeszedł gruntowną renowację. 20 marca 2008 roku korporacja Desert Rock Enterprises nabyła 50% udziałów w Golden Gate. 
26 kwietnia 2008 roku koszt klasycznego koktajlu z krewetek został podniesiony, po raz pierwszy od 17 lat, do 1.99 dolara, głównie ze względu na wzrost cen paliwa. Na drodze rekompensaty, obecnie koktajl przyrządzany jest z większych krewetek. Decyzja o zmianie ceny poprzedzana była stratami, jakie w wyniku drożenia paliwa ponosiło kasyno, tracąc około 300 tysięcy dolarów rocznie.